# مجموعة زهران
مجموعة زهران هي شركة صناعات أدوات طبخ مصرية، تأسست سنة 1967 على يد المهندس محمد زهران (1919 - 2006) برأس مال قدره 250 مليون جنيه مصري (ما يعدل 45 مليون دولار أمريكي). الطاقة الإنتاجية السنوية حوالي مليوني وحدة وتصدر إنتاجها إلى الشرق الأوسط، شمال أفريقيا، أوروبا. للشركة مقران رئيسيان في القاهرة والإسكندرية ومصنعان وعشر مخازن في أنحاء الجمهورية. منذ عام 1973 أصبحت زهران المصنع المرخص والوكيد التسويقي لماركة تيفال الفرنسية.

## المنتجات
لزهران 6 خطوط إنتاج رئيسية:
- تيفال.
- أدوات طهي ستانلستيل.
- أدوات طهي ألومونيوم.
- حلل ضغط تيفال.
- أدوات كهربائية.
- أدوات مطبخ بلاستيكية.

## الجوائز
- شهادة الأيزو 9001 سنة 2000.
- شهادة الأيزو 18000 سنة 2004.